# Улица Ленина (Красноярск)

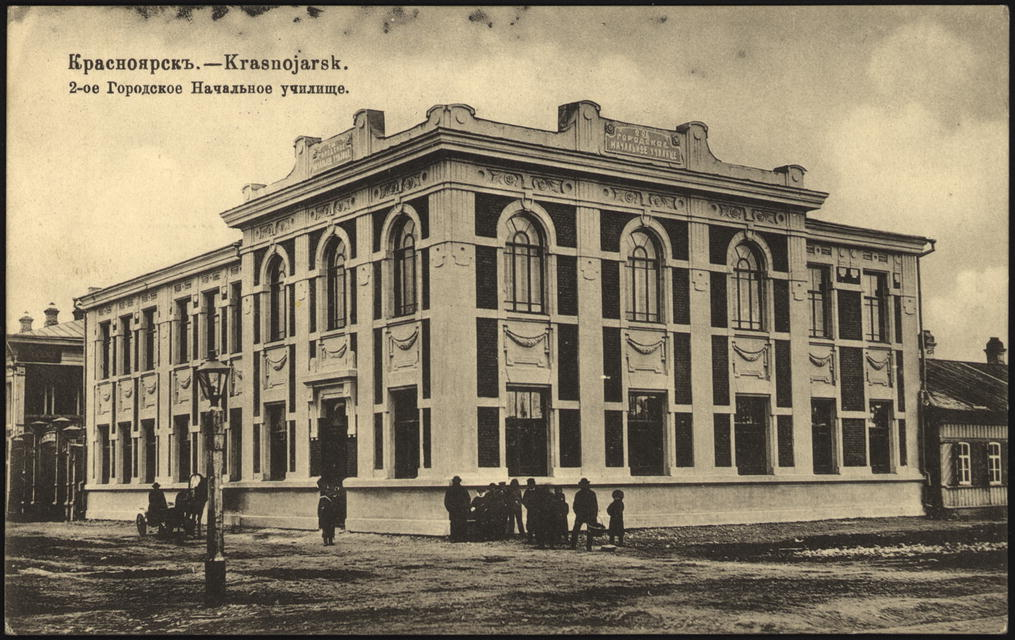
Здание второго городского начального училища (1906—1911 гг., архитектор В. А. Соколовский), ул. Ленина, 150.

У́лица Ле́нина — одна из центральных улиц города Красноярск. Исторические названия — Ка́чинская у́лица, Благове́щенская у́лица.

## История
Пожар 1773 года уничтожил Красноярский острог и практически весь город, после пожара осталось только 30 домов.
Из Тобольска был прислан сержант геодезии Пётр Моисеев, который дал городу линейную планировку петербургского типа. С востока на запад были проложены три параллельных улицы. Улица, начинающаяся от места впадения реки Кача в Енисей, получила название Качинская.
В 1804 году начинается строительство приходской Благовещенской церкви (ныне пересечение улиц Ленина и 9 января) — третий каменный храм в городе. Улица, начинавшаяся от Благовещенской церкви, с 1823 года стала называться Благовещенская.
Ленина 41 — каменный двухэтажный дом построен в 1845 — 1849 году купцом Комаровым. Позднее дом принадлежал купчихе Т. И. Щеголевой, которая пожертвовала дом детскому приюту. С 1873 года в здании находился Владимирский детский приют. Здание состоит из дома и флигеля, соединенных переходом. Флигель был построен в 1864 году, а после пожара 1881 года оба здания отремонтированы и соединены переходом.
Ленина 58 — здание Енисейского губернского правления. Дом построен в 1876 — 1877 годах купцом Ф. И. Хилковым. В здании находилась губернская типография, в которой печаталась первая в Енисейской губернии газета «Енисейские губернские ведомости». В 1896 году усадьба перешла к томскому купцу В. П. Ускову. В 1920 году здесь располагалась редакция газеты «Красноярский рабочий». В 1921 году — школа комсостава милиции, в 1923 — 1927 годах обувная фабрика «Спартак», в 1927 — 1929 годах — Переселенческая партия. В 1929 — 1930 году — вечерний рабфак, в 1930 — 1934 годах — лесной техникум; в 1934—1995 годах — Красноярский краевой суд; в 1995—2018 годах — Центральный районный суд г. Красноярска; с 2019 года — почётное консульство Монголии.

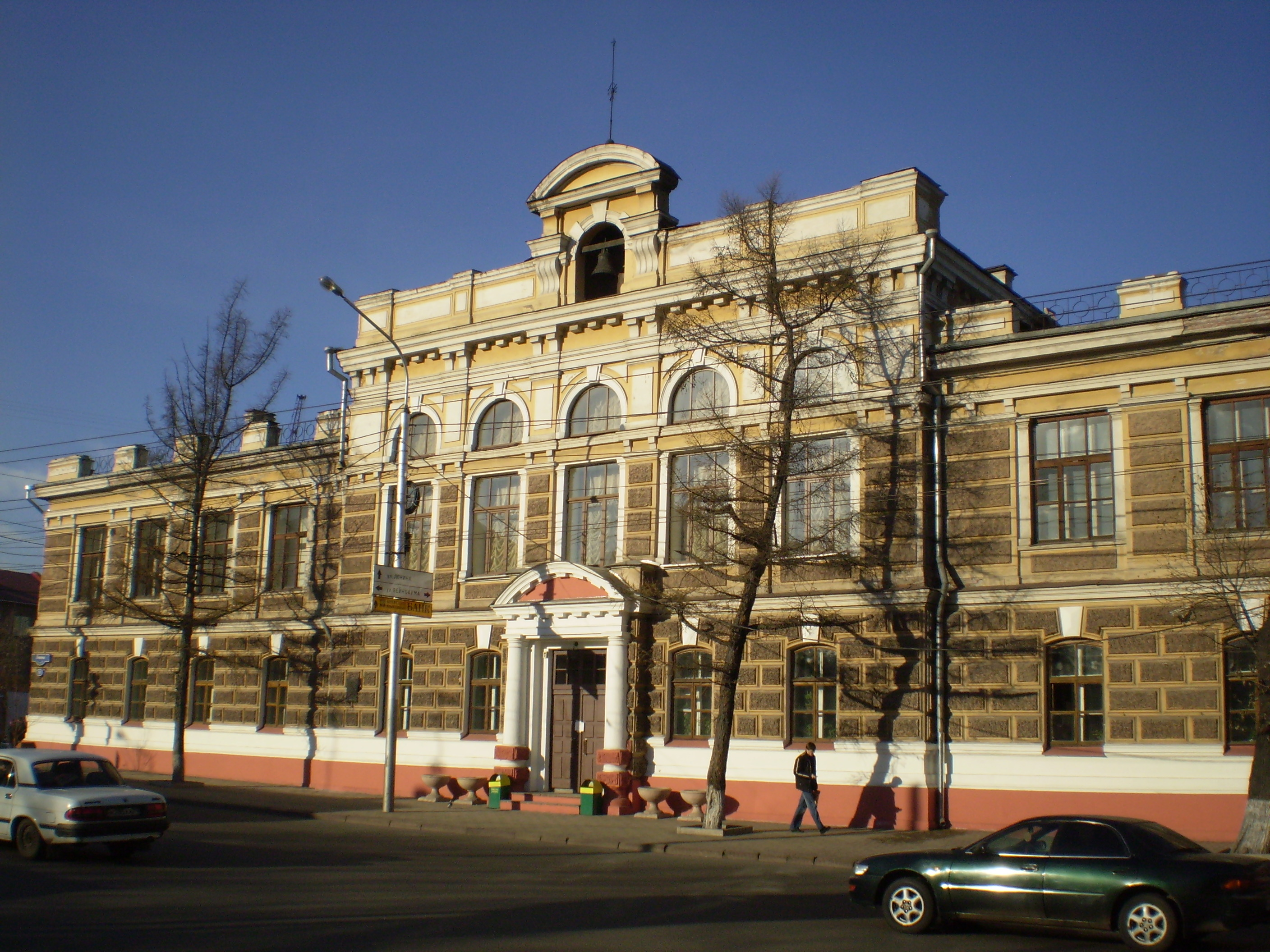
Здание Красноярской мужской гимназии, 1891 год. Ленина 70.

Ленина 59 — здание пожарной части. Построено на месте старого здания пожарной части, которое было отмечено в плане Красноярска за 1894 год. В 1910 году архитектором С. Г. Дриженко была проведена реконструкция.
Ленина 66 — деревянный особняк, построенный в 1894 году. В 1911 году дом был реконструирован архитектором В. А. Соколовским. Домом владела мещанка Фрима Гершевна Цукерман, жена Элии Марковича Цукермана, одесского мещанина, высланного в Сибирь в 1874 году. В Красноярске он стал владельцем кирпичного завода. Его сыновья Гейнох и Сендер имели в Красноярске собственные магазины, вели крупную торговлю. Гейнох Цукерман более 18 лет был председателем хозяйственного правления синагоги, возглавлял попечительский совет еврейского училища. Сейчас в здании располагается Литературный музей имени В. П. Астафьева.
Ленина 68 — каменный двухэтажный дом. Дом построенный в 1883 году городским головой П. М. Прейн.
Ленина 70 — здание Красноярской мужской гимназии. В 1891 году было построено южное (главное) здание гимназии — вдоль Благовещенской улицы. Проект здания гимназии выполнен архитектором Климовым и частично видоизменен архитектором M. Ю. Арнольдом. В 1891 году во дворе здания цесаревич Николай II приветствовал и совершал обход строя учащихся училищ и гимназий города, принимал рапорты и посадил сибирский кедр в гимназическом саду. В 1920 — 1922 годах в доме располагался Институт народного образования, образованный из бывшей учительской семинарии и учительского института. В 1922 — 1923 году в здании находился индустриальный политехникум, позже вошедший в земельный политехникум. С 1923 года в здании открылся Дом рабочей молодежи (ДРМ). В 1924 — 1928 годах в здании находился губком (окрком) комсомола. В 1930 году в доме открылся первый ВУЗ Красноярска — Сибирский лесотехнический институт на базе лесного факультета Омской сельхозакадемии. В 1936 году в доме разместилось управление Красноярской железной дороги.
Ленина 74 — деревянный двухэтажный дом казака И. А. Абалакова. Построен в начале XX века. В доме в 1907 — 1925 годах жили альпинисты братья В. М. и Е. М. Абалаковы. Напротив усадьбы Абалакова в 1857 году был построен деревянный костёл. В 1910 году вместо костёла на новом месте был построен Храм Преображения Господня.
Ленина 78 — каменный дом протоирея Покровской церкви Кожевникова. Дом построен в 1893 году.
Ленина 86 — дом мещанки Вольфганг. Построен в 1911 году. В здании работал бакалейный магазин Вольфганг.
Здание красноярского уездного учидища. Построено в 1832 году. В 1836 году дом был куплен городским обществом для красноярского уездного училища. В 1851 году к зданию пристроили восточное крыло для приходского училища, в котором в 1856 — 1858 годах учился художник Василий Иванович Суриков. Затем он учился в уездном училище. Сейчас в здании находится детская художественная школа им. В. И. Сурикова.
На месте Острожной площади в 1930-е годы был построен стадион «Локомотив». На площади с конца XVIII века стоял тюремный острог. На площади наказывали и казнили преступников. Во второй половине XIX века тюрьму перенесли на другое место. В 1873 году на площади построили деревянный городской театр. Площадь стали называть Театральной. Театр сгорел в 1898 году.
- Дом 104, здесь проживал народный артист РСФСР Валерий Дьяконов[3].

Ленина 108 — дом построен в 1905 году мещанином Черняевым. Был продан купцу И. И. Гадалову. В здании находился госпиталь раненых на русско-японской войне. Затем находилась гостиница «Новая Россия», которую позднее переименовали в «Европу». В советские годы в доме находился Дворец труда им. Томского. В здании размещался губсовет профсоюзов. С 1934 года — клуб им. Клары Цеткин.

## Памятники архитектуры
На улице Ленина располагаются памятники архитектуры:
- Дом жилой с воротами и флигелем (Усадьба Ларионовых) (до 1817 года), ул. Ленина, 3 Двухэтажный каменный дом построил купец П. Ф. Ларионов, а флигель во дворе — его сын, городской голова и купец И. П. Ларионов в 1830-е годы.
- Гостиница «Россия», архитектор Трушков (вторая половина XIX века), ул. Ленина, 56. Дом построен мещанкой Усковой в 1898 году специально для гостиницы. В то время гостиница она была лучшей в городе. В 1905 году гостиница переехала в другое здание (Ленина 108), а в старом открылась гостиница другого владельца с таким же названием. С итоге они стали называться «Старая Россия» и «Новая Россия». В 1916 — 1920 годах гостиница называлась «Метрополь». В 1920 году с февраля по май здесь находился политотдел 5-й армии и его иностранная секция, которой руководил Я. Р. Гашек.
- Почтамт, архитектор В. А. Соколовский (1908—1911), ул. Ленина, 62. Ранее здание называлось Дом народной связи. На втором этаже здания находились 12 квартир. Домом владел крестьянин П. М. Дегтярёв.
- Дом жилой А. В. Телегина (1908 год, конец XIX века), ул. Ленина, 67
- Дом К. Кожевникова, ул. Ленина, 76
- Дом жилой, ул. Ленина, 81
- Дом жилой, ул. Ленина, 84. В доме мещанина П. В. Коломейцева (построен в 1911 году) находилась его собственная колбасная торговля.
- Дом П. А. Красикова (Токарева И. И), архитектор Я. И. Алфеев (вторая половина XIX века). Здесь в квартире П. А. Красикова в марте — апреле 1897 года В. И. Ленин бывал для установления связей с местными социал-демократами, ул. Ленина, 124. В настоящее время в здании располагается Дом-музей П. А. Красикова.
- Здание второго городского начального училища, архитектор В. А. Соколовский (1906 год — 1911 год), ул. Ленина, 150. В 1918 году здесь находился штаб Красной гвардии, руководивший Мариинским и Клюквенным фронтами в борьбе с интервентами
- Деревянный двухэтажный особняк (начало XX века), ул. Ленина, 167.

## Памятники истории
- Здание бывшей губернской типографии, архитектор Трушков (конец XIX века). В помещении канцелярии тюремного инспектора в марте-апреле 1897 года В. И. Ленин неоднократно бывал в связи с ходатайством о назначении ему места ссылки в южной части Енисейской губернии, ул. Ленина, 58
- Здание мужской гимназии. В гимназии учились революционер А. И. Окулов, первый хакасский ученый Н. М. Буда, художник Д. И. Каратанов, архитектор Л. А. Чернышёв и др., ул. Ленина, 70
- Дом, в котором в 1907—1925 годах жили советские альпинисты-исследователи братья Виталий и Евгений Абалаковы, ул. Ленина, 74
- Усадьба, где в родился художник В. И. Суриков, ул. Ленина, 98. В настоящее время Музей-усадьба В. И. Сурикова.

## Памятники монументального искусства
Бюст художника В. И. Сурикова, скульптор Л. Ю. Эйдлин, архитектор В. Д. Кирхоглани (1954 год), ул. Ленина, сквер им. В. И. Сурикова.